# Конг: Острво лобања
Конг: Острво лобања (енгл. Kong: Skull Island) је амерички научнофантастични филм из 2017. године редитеља Џордана Вогт-Робертса. Сценаристи су Ден Гилрој, Макс Боренстајн и Дерек Коноли на основу филма Кинг Конг из 1933. године редитеља Мериана Купера. Продуценти филма су Томас Тул, Џон Џашни, Мери Парент и Алекс Гарсија. Музику је компоновао Хенри Џекман.
Глумачку екипу чине Том Хидлстон, Самјуел Л. Џексон, Џон Гудман, Бри Ларсон, Џинг Тиан, Тоби Кебел, Џон Ортиз, Кори Хокинс, Џејсон Мичел, Шеј Вигам, Томас Мен, Тери Нотари и Џон Рајли. Светска премијера филма је била одржана 10. марта 2017. у Сједињеним Америчким Државама.
Буџет филма је износио 185 000 000 долара, а зарада од филма је 566 700 000 долара.

## Радња
Разнолику екипу истраживача окупила је авантура на непознатом, неистраженом острву у Тихом океану – лепо, али и опасно – не знају да су ушли у простор митског Конга. У главним улогама су Том Хидлстон, Самјуел Л. Џексон, добитница награде Оскар Бри Ларсон, Џон Гудман и Џон Рајли. Филм је сниман на три континента преко шест месеци, почевши од места Оаху на Хавајима – где је снимање започело у октобру 2015. године – затим на аустралијском Голд Коусту, и на крају у Вијетнаму, на више локација, од којих неке никада нису биле виђене на филму.

## Улоге
| Глумац            | Улога          |
| ----------------- | -------------- |
| Том Хидлстон      | Џејмс Конард   |
| Самјуел Л. Џексон | Престон Пакард |
| Џон Гудман        | Вилијам Ранда  |
| Бри Ларсон        | Мејсон Вивер   |
| Џинг Тиан         | Сан Лин        |
| Тоби Кебел        | Џек Џапман     |
| Џон Ортиз         | Виктор Нивес   |
| Кори Хокинс       | Хјустон Брукс  |
| Џејсон Мичел      | Глен Милс      |
| Шеј Вигам         | Ерл Кол        |
| Томас Мен         | Рег Сливко     |
| Тери Нотари       | Кинг Конг      |
| Џон Рајли         | Ханк Марлов    |